# Lampertice
Lampertice (německy Lampersdorf) jsou obec v okrese Trutnov v Královéhradeckém kraji. Rozkládá se na severozápadě Broumovské vrchoviny, zhruba tři kilometry východně od Žacléře, podél Důlního potoka. Žije zde 356 obyvatel. Na katastru obce Lampertice se nachází bývalý uhelný důl Jan Šverma. Areál dolu je zpřístupněn veřejnosti pod názvem Hornický skanzen Žacléř.

## Historie
První písemná zmínka o vesnici pochází z roku 1521.

## Obyvatelstvo
| Rok            | 1869  | 1880  | 1890  | 1900  | 1910  | 1921  | 1930  | 1950 | 1961 | 1970 | 1980 | 1991 | 2001 | 2011 | 2021 |
| -------------- | ----- | ----- | ----- | ----- | ----- | ----- | ----- | ---- | ---- | ---- | ---- | ---- | ---- | ---- | ---- |
| Počet obyvatel | 1 494 | 1 684 | 1 771 | 2 050 | 1 808 | 1 650 | 1 553 | 997  | 848  | 713  | 529  | 443  | 476  | 413  | 362  |
| Počet domů     | 163   | 177   | 178   | 202   | 205   | 201   | 210   | 206  | 157  | 142  | 120  | 130  | 102  | 125  | 114  |

## Obecní správa
Mezi lety 1869–1960 Lampertice byly obcí v okrese Trutnov. V letech 1961–1990 patřily jako část obce ke Bernarticím a od 1. září 1990 jsou opět samostatnou obcí.

### Obecní symboly
Znak a vlajka byly obci uděleny rozhodnutím předsedy Poslanecké sněmovny Parlamentu České republiky dne 4. června 1998.

## Doprava
Severně od vesnice vede správním územím obce silnice II/300 a železniční trať Královec–Žacléř, na níž se nachází lampertické nádraží.

## Pamětihodnosti
- Kostel Nanebevstoupení Páně
- Smírčí kříž mezi silnicí a potokem
- Hlubinný uhelný důl Jan Šverma